# Vincenzo Braca
Vincenzo Braca (Salerno?, 1566 – ... 1614) è stato uno scrittore e commediografo salernitano, la cui fioritura letteraria si colloca tra gli ultimi anni del XVI e il primo quarto del XVII secolo. Il suo nome, in particolare, è associato al genere letterario della cosiddetta farsa cavaiola, di cui egli è praticamente l'unico esponente, il solo, almeno, di cui si conosca il nome.

## Biografia
Molto scarne sono le notizie sulla sua vita, comprese quelle ricavabili dalle sue opere, nelle quali non è sempre agevole discernere tra realtà e finzione comica.
Si sa che proveniva da famiglia di umilissime origini e che, ancora giovanissimo, rimase orfano di padre. Partendo da queste modeste condizioni riuscì comunque, tra il 1593 e il 1596, a diventare medico, formandosi alla Scuola medica salernitana, un curriculum a cui egli aggiunse forse degli studi di giurisprudenza, non conclusi, nello Studio napoletano, come sembrerebbe da una delle sue opere, il Processus criminalis.
Esercitò l'arte medica a Napoli dal 1595 o 1596 ma dopo non molto rientrò a Salerno, stabilendo la residenza a Cava. Nel 1612 lo si trova iscritto tra i membri dell'Almo Collegio Salernitano.
Importante è uno scolio presente sul primo dei due codici napoletani, il ms. IX.F47. L'annotazione è la seguente: «Originali opere del dottor Vinc.o Braca salernitano, mio cariss.o amico che morì in mia casa ammazzato. Dio lo recogli nella sua s.ta Gloria come spero, essendo morto molto cattolicamente remettendo sempre a quello che lo haueua ammazzato, et ordinò che non se querelasse», vergata da mano diversa da quella dell'amanuense del codice.
Da essa si deduce, riguardo all'attribuzione delle opere, che: 
- il ms. IX.F47 è da intendersi come autografo
- tutte le opere che vi sono raccolte sono da attribuirsi a Vincenzo Braca.

### Morte
La già citata annotazione sul ms. IX.F47 suggerisce anche che la fine di Braca possa essere stata causata da un assassinio.
La data della morte rimane invece sconosciuta, anche se, di sicuro, dovette essere non 
anteriore al 1614, anno che ricorre nella dedica di un Pronuosteco e di un Buonzegnale, due opere raccolte nel già citato codice autografo IX.F47.
Una più precisa determinazione è stata avanzata, in maniera congetturale, dallo studioso Ettore Mauro, che ha proposto la data post quem del 18 febbraio 1625, basandosi sulla data dell'opera dal titolo Lettera de 'a Cava alla Repubreca de Genua, presente nel codice non autografo, il già citato ms. XIV.E45. Questa ipotesi, tuttavia, presuppone che si accetti l'attribuzione a Vincenzo Braca della Lettera de 'a Cava, che è anch'essa frutto di una congettura non altrimenti dimostrabile.

## Profilo letterario

### Farsa cavaiola
Il nome di Vincenzo Braca è legato soprattutto a un semisconosciuto ma fortunato genere letterario, la "farsa cavaiola", importante filone letterario dialettale, partecipe dell'«ultima grande stagione del teatro comico cinquecentesco [...] quella fiorita in, e attorno, a Napoli».
Si tratta di un genere incentrato sull'archetipo farsesco del cavaiuolo, ovvero un villico cavese (ossia un abitante della città di Cava), personaggio ignorante e stolto, che dai cittadini salernitani è immaginato, con la rozzezza del suo dialetto, nei tratti più grossolani e caricaturali, un esempio del quale viene delineato, ad esempio, nella Farza de lo Mastro de scola e nella Farza de la Maestra di Vincenzo Braca, in cui il carattere del cavaiolo assurge alla rappresentatività del tipico «popolano sciocco».
Il genere della farsa cavaiola dovette conoscere una notevole fioritura tra la fine del XV e il XVI secolo, con numerose produzioni su un arco di un secolo e mezzo, ma di quello che doveva costituire un cospicuo corpus letterario è sopravvissuto ben poco.
La penuria di testimonianze letterarie anteriori, rende Vincenzo Braca praticamente l'unico esponente di rilievo di questo genere teatrale, che dovette invece essere ben più cospicuo: i soli componimenti che precedono Braca, tra quelli sopravvissuti, sono il "Cartello di sfida cavajola" e la "Ricevuta dell'Imperatore", risalenti all'inizio del XVI secolo, entrambi opera di autori rimasti anonimi. 
La Ricevuta dell'Imperatore, la più antica tra le farse cavaiole, si riferisce burlescamente all'accoglienza ricevuta a Cava da Carlo V d'Asburgo, che vi passò di ritorno dalla conquista di Tunisi nel 1535: considerata anonima, questa farsa cavaiola è peraltro ascritta da alcuni a Vincenzo Braca.

#### Lafarsa cavaiolanel contesto della letterarietà rinascimentale
Il fiorire della 'farsa cavaiola' rappresenta uno dei «momenti capitali della storia della farsa nella letteratura dell'Italia rinascimentale», a fianco dell'insorgenza di altre manifestazioni letterarie come il senese Strascino (anteriore alla Congrega dei Rozzi), la commedia veneziana dei buffoni Zuan Polo e Domenico Tajacalze, e i mariazzi padovani del Ruzante. Rispetto a queste altre manifestazioni, tuttavia, la produzione farsesca del Braca, pur nella sua espressività e vivacità linguistica, si presenta con inflessioni sostanzialmente macchietistiche, con una portata più locale e campanilistica. La minore ampiezza dell'orizzonte satirico, la più limitata portata localistica, precludono a Vincenzo Braca, ad esempio, di attingere i livelli di incisività raggiunti dalla farsa del Ruzante.

### Altre opere
Il suo profilo letterario non è appiattito sulla sola dimensione delle «farze cavajole», ma è arricchito dalla conoscenza che si ha di altri due dei suoi scritti, i Pronostici e il Processus criminalis (Processus criminalis de omnibus delictis et malis che fatt'have in personam regie Cave et suo covierno vrachetta de Saijerno annis elapsis - Processo criminale per tutti i delitti e i mali che ha compiuto brachetta da Salerno, negli anni passati, verso la persona del re di Cava e del suo governo).
Le due opere, in particolare la seconda, rivelano doti di complessità formale e qualità letteraria ben superiori ai componimenti farseschi. Le due opere, inoltre, risultano molto interessanti per gli spaccati sociali e antropologici che sono in grado di rivelare sulla società del loro tempo.

#### IPronostici
Nei Pronostici, opera in forma epistolare metrica, Vincenzo Braca prende di mira la pratica dell'astrologia, facendosene beffe e mettendo in evidenza quali stralunate previsioni possono scaturire dalla sua applicazione alle faccende della salute e alle pratiche colturali.

#### IlProcessus criminalis
La seconda opera è anch'essa un testo satirico, in forma di epistola metrica, in cui però gli strali ironici dell'autore tornano ancora una volta a prendere di mira i consueti bersagli, i "cavoti", gli abitanti della città di Cava. 
Lo scrittore immagina sé stesso al centro di un caso giudiziario che lo vede accusato di diffamazione dai cittadini cavesi. Il processo si conclude l'ultima sera di Carnevale, con l'inflizione, all'imputato contumace, della pena della flagellazione per le vie del borgo.
Molte affinità formali avvalorano l'accostamento del Processus al filone letterario dello gliommero (o gliuommero, parola il cui significato è 'gomitolo', nel dialetto meridionale): si tratta di un raffinato e antico genere poetico, che rimanda però agli ambienti e ai circoli letterari della Napoli aragonese, i cui prodotti erano prologhi a testi cavallereschi destinati alla pubblica lettura. Gli elementi formali comuni che suggeriscono l'affinità del Processus al genere dello gliommero sono la forma epistolare, la struttura metrica a endecasillabi frottolati (endecasillabi con rimalmezzo), la fluidità tra differenti registri linguistici, con la loro coabitazione e contaminazione espressiva e, infine, la scrittura in forma di monologo recitativo, in funzione dell'eventuale fruizione carnacialesca del Processus, destinato forse alla recitazione per bocca di un solo attore o guitto.

## Edizioni delle opere
A tutt'oggi, la maggior parte dell'opera di Vincenzo Braca è conservata ancora in forma manoscritta, nei codici IX.F47 e XIV.E45 della Biblioteca Nazionale di Napoli. La già citata annotazione a margine, presente nel primo dei due codici, indicherebbe che la paternità delle "Opere cavote" in esso contenuto è da attribuire a Braca.
Le uniche edizioni disponibili riguardano tre farse, la più antica delle quali, La ricevuta dell'Imperatore alla Cava, è attribuita da alcuni a Vincenzo Braca:
- La ricevuta dell'Imperatore alla Cava, edita da Francesco Torraca in appendice a Studi di storia letteraria napoletana, Vigo, Livorno, 1884
  - ristampa anastatica: Studi di storia letteraria napoletana, Farap, San Giovanni in Persiceto, 1975
  - ristampa anastatica: Studi di storia letteraria napoletana, Bibliolife, 2009 ISBN 978-0-559-91851-3
- La Farza della Maestra, edita da Benedetto Croce, con il titolo La maestra di cucito, in «Archivio storico per le province napoletane», n.s., XIV, 1928, pagg. 156-189
- Farza cavajola della Scola, nel primo volume di Teatro napoletano, a cura di Giulio Trevisani, Ugo Guanda Editore, 1957 (pp. 3–90)
- Achille Mango, Farse cavaiole, 2 tomi, Roma, Bulzoni editore, 1973
- L'unica edizione teatrale professionale delle farse cavajole in epoca contemporanea è quella prodotta dal Centro studi sul Teatro Medioevale e Rinascimentale, diretto da Federico Doglio, che andò in scena al Teatro Valle di Roma nel 1986. Nello spettacolo, con la regia e l'adattamento drammaturgico di Giuseppe Rocca, venivano presentati più testi di letteratura cavajola ("La Ricevuta...", "La farsa della Maestra", "La Scola Cavajola", il "1° e 2°Sautabanco", il "Pronostico e lunario..." e l'inedita canzone "Jasullo che se volea accidere d'ammore". Gli interpreti erano Marina Pagano, Antonio Casagrande, Aldo De Martino, Maurizio Casagrande, Lello Serao, Enzo Salomone, Peppe Bosone, Michelangelo Ragni. Le musiche erano di Antonio Casagrande e furono eseguite da Aurora e Barbara Teresa Barbatelli. Lo spettacolo ebbe altre due edizioni, prodotte e immesse in circuito da Libera Scena Ensemble, diretta da Giovanni Pinto, nel 1987 e 1988. Il cast rimase immutato, tranne per Marina Pagano, Antonio e Maurizio Casagrande, e ci furono le nuove partecipazioni di Concetta Barra (1987), di Angela Pagano (1988), e di Mario Scarpetta (entrambe le riprese). Le nuove musiche furono composte da Antonio Sinagra; alle due musiciste si aggiunse il percussionista Raffaele Filaci.